# 雑賀康治
雑賀 康治（さいか こうじ、1970年 - ）は、日本の著作家、Webコンテンツプランナー、キャリア・コンサルタント。
「風邪の谷の直弼」の著者。国家資格であるキャリア・コンサルタント保持者。

## 略歴
埼玉県さいたま市出身。埼玉県立大宮高等学校、中央大学理工学部卒。建設コンサルタント勤務後、ヤフーに入社
WEBコンテンツプランナーとして従事する傍ら、風邪をはじめとしたさまざまなジャンルの民間療法を研究し、2005年に「風邪の谷の直弼」を執筆。

## 人物
- WEBコンテンツプランナーとして「Yahoo!検索大賞」「ががばば」などの企画を手掛け世に送り出している[4]。
- 「風邪の谷の直弼」の続編執筆の依頼があったが、本業に専念するため断念したとのこと[5]。

## 著書
- 『風邪の谷の直弼』（監修：西本喜重、2005年10月、二見書房）[6]

## 論文
- 『数値地形モデル（DTM）の道路設計への適用』（1998年、土木学会 土木情報システム論文集Vol.7[7]）